# Iowa (rivière)
Pour les articles homonymes, voir Iowa (homonymie).
L'Iowa (anglais : Iowa River) est un affluent du Mississippi qui traverse l'État de l'Iowa, aux États-Unis. Sous le régime français, la rivière portait le nom de Rivière des Ayouais ou Aiouez, du nom français de la tribu des Iowas.

## Géographie
L'Iowa est formé de la confluence de deux bras : un bras ouest et un bras est qui prennent tous deux leur source dans le comté de Hancock et se rejoignent 40 kilomètres plus en aval. Elle se dirige ensuite vers le sud-est et traverse les villes d'Iowa Falls et Marshalltown. Dans le comté de Johnson, elle oblique en direction du sud et traverse Iowa City. Un barrage a été construit au nord de cette ville, créant un lac artificiel, le Coralville Lake. Au sud d'Iowa City, la rivière reçoit deux de ses principaux affluents : l'English, puis le Cedar, dans le comté de Louisa, avant sa confluence avec le Mississippi.
D'une longueur de 482 kilomètres, l'Iowa est navigable à partir d'Iowa City, à une centaine de kilomètres de son embouchure.

## Débit
Le débit de la rivière Iowa a été mesuré de façon continu depuis 1914 à Wapello, à proximité de son embouchure. La rivière y draine une surface de 31 990 km2 et son débit moyen annuel s'y élève à 267 m3/s. La tranche d'eau écoulée annuellement dans son bassin versant est de 263 mm. Le débit mensuel record est de 2 189 m3/s mesuré en juillet 1993, année d'importantes inondations dans le midwest. Le débit instantané record est de 5 300 m3/s mesuré le 14 juin 2008. La période des hautes eaux s'étend de mars à juillet.